# Kanton Espelette
Espelette is een voormalig kanton van het Franse departement Pyrénées-Atlantiques. Het kanton maakte deel uit van het arrondissement Bayonne. Het werd opgeheven bij decreet van 25 februari 2014, met uitwerking op 22 maart 2015.

## Gemeenten

Ligging van gemeenten in het kanton

Het kanton Espelette omvatte de volgende gemeenten:
- Ainhoa
- Cambo-les-Bains
- Espelette (hoofdplaats)
- Itxassou
- Louhossoa
- Sare
- Souraïde